# HanzhonkovFilm
HanzhonkovFilm повна назва Кіностудія дитячих та юнацьких фільмів ім. О.О. Ханжонкова — українська анімаційна студія, заснована в 2009 році. Студія названа на честь видатного кінодіяча, українського підприємця, організатора кінопромисловості, одного з піонерів європейського кінематографу Олександра Ханжонкова (1877—1945).

## Історія
Студія була заснована в Києві у 2009 році. Першим проектом студії було створення спецефектів для кінофільму ТойХтоПройшовКрізьВогонь. Другим проектом студії став короткометражний мультсеріал Ескімоска.

## Фільмографія

### Кінострічки
- ТойХтоПройшовКрізьВогонь (2012) - спецефекти
- Максим Оса (2020) - виробництво, фільм знятий за кошти Держкіно України, завершений, готується до прокату в 2022 році. Буде першою в історії українського кінематографа екранізацією коміксу.

### Мультсеріали
- Ескімоска (2012-) - виробництво